# 제37회 홍콩 영화 금상장
제37회 홍콩 영화 금상장은 2018년 4월 15일에 열린 시상식이다.

## 수상 및 후보

### 작품상
- 그날은 오리라 - 허안화 수상
- 쇼크웨이브 - 구예도
- 상애상친 - 실비아 창
- 추룡 - 관지요
- 파라독스 - 엽위신

### 감독상
- 그날은 오리라 - 허안화 수상
- 나의 서른에게 - 팽수혜
- 쇼크웨이브 - 구예도
- 상애상친 - 실비아 창
- 파라독스 - 엽위신

### 각본상
- 상애상친 - 실비아 창 외 1명 수상
- 나의 서른에게 - 팽수혜
- 그날은 오리라 - 하기평
- 러브 오프 더 커프 - 펑하오샹 외 2명
- 쪽빛 하늘 - 장경위

### 남우주연상
- 파라독스 - 고천락 수상
- 콘체르토 오브 더 불리 - 정중기
- 쇼크웨이브 - 유덕화
- 상애상친 - 톈좡좡
- 투모로우 이즈 어나더 데이 - 링만룽

### 여우주연상
- 투모로우 이즈 어나더 데이 - 모순균 수상
- 나의 서른에게 - 주수나
- 그날은 오리라 - 저우쉰
- 더 엠프티 핸즈 - 등려흔
- 상애상친 - 실비아 창

### 남우조연상
- 쇼크웨이브 - 강호문 수상
- 콘체르토 오브 더 불리 - 강호문
- 더 엠프티 핸즈 - 쿠라타 야스아키
- 러브 오프 더 커프 - 진패
- 파라독스 - 임가동
- 풍운대전 - 쿠라타 야스아키

### 여우조연상
- 그날은 오리라 - 엽덕한 수상
- 나의 서른에게 - 정흔의
- 상애상친 - 얀슈 우
- 나의 사랑스러운 뱀파이어 - 소음음
- 쪽빛 하늘 - 베이비 보

### 신인상
- 투모로우 이즈 어나더 데이 - 링만룽 수상
- 여피 판타지아 3 - 등월평
- 러브 오프 더 커프 - 스테파니 아오
- 파라독스 - 한나 찬
- 쪽빛 하늘 - 양옹정

### 촬영상
- 추룡 - 관지요 수상
- 그날은 오리라 - 유릭와이
- 더 엠프티 핸즈 - 탐 와이-카이
- 상애상친 - 마크 리 핑빙
- 파라독스 - 사충도

### 편집상
- 추룡 - 리가윙 수상
- 인 유어 드림스 - 장숙평 외 1명
- 쇼크웨이브 - 아즈리엘 충
- 그날은 오리라 - 메리 스티븐 외 1명
- 파라독스 - 웡 호이

### 미술상
- 그날은 오리라 - 만림중 수상
- 서유복요편 - 요시히토 아카츠카 외 2명
- 더 엠프티 핸즈 - 어빙 청
- 손오공 - 임자교
- 추룡 - 장영화

### 의상&메이크업상
- 서유복요편 - 여가안 수상
- 상애상친 - 만림중
- 손오공 - 여가안
- 추룡 - 해중문 외 2명
- 희환니 - 오리로

### 무술감독상
- 파라독스 - 홍금보 수상
- 더 브링크 - 이충지
- 기문둔갑 - 원상인 외 1명
- 손오공 - 곡헌소
- 추룡 - 유항

### 영화음악상
- 그날은 오리라 - 히사이시 조 수상
- 나의 서른에게 - 왕가이런 외 1명
- 콘체르토 오브 더 불리 - 피터 캄
- 더 엠프티 핸즈 - 베로니카 리
- 상애상친 - 카이 후앙

### 주제가상
- 콘체르토 오브 더 불리 - An Unheard Melody 수상
- 나의 서른에게 - Fake A Smile (For Hector)
- 상애상친 - Flowers In Blossom
- 나의 사랑스러운 뱀파이어 - 뮮몜쏝롧
- 희환니 - When I Love You

### 음향효과상
- 파라독스 - 증경상 외 1명 수상
- 서유복요편 - 증경상 외 1명
- 쇼크웨이브 - 닙 케이 윙 외 1명
- 그날은 오리라 - 두독지 외 1명
- 손오공 - 하오 강 외 1명

### 시각효과상
- 손오공 - 황지형 외 1명 수상
- 서유복요편 - 박영수 외 1명
- 기문둔갑 - 장성호 외 2명
- 쇼크웨이브 - 여국양 외 2명
- 건군대업 - 황굉달 외 1명

### 신인감독상
- 나의 서른에게 - 팽수혜 수상
- 더 브링크 - 이자준
- 더 엠프티 핸즈 - 두문택
- 희환니 - 데렉 후이
- 투모로우 이즈 어나더 데이 - 찬 타이 리

### 중국, 대만 최고의 영화
- 대불+ - 신 야오 후앙 수상
- 대담하거나, 타락하거나, 아름다운 - 양야체
- 방화 - 펑 샤오강
- 승풍파랑 - 한한
- 특수부대 전랑2 - 오경

### 공로상
- 초원 수상